# Насіров Роман Михайлович

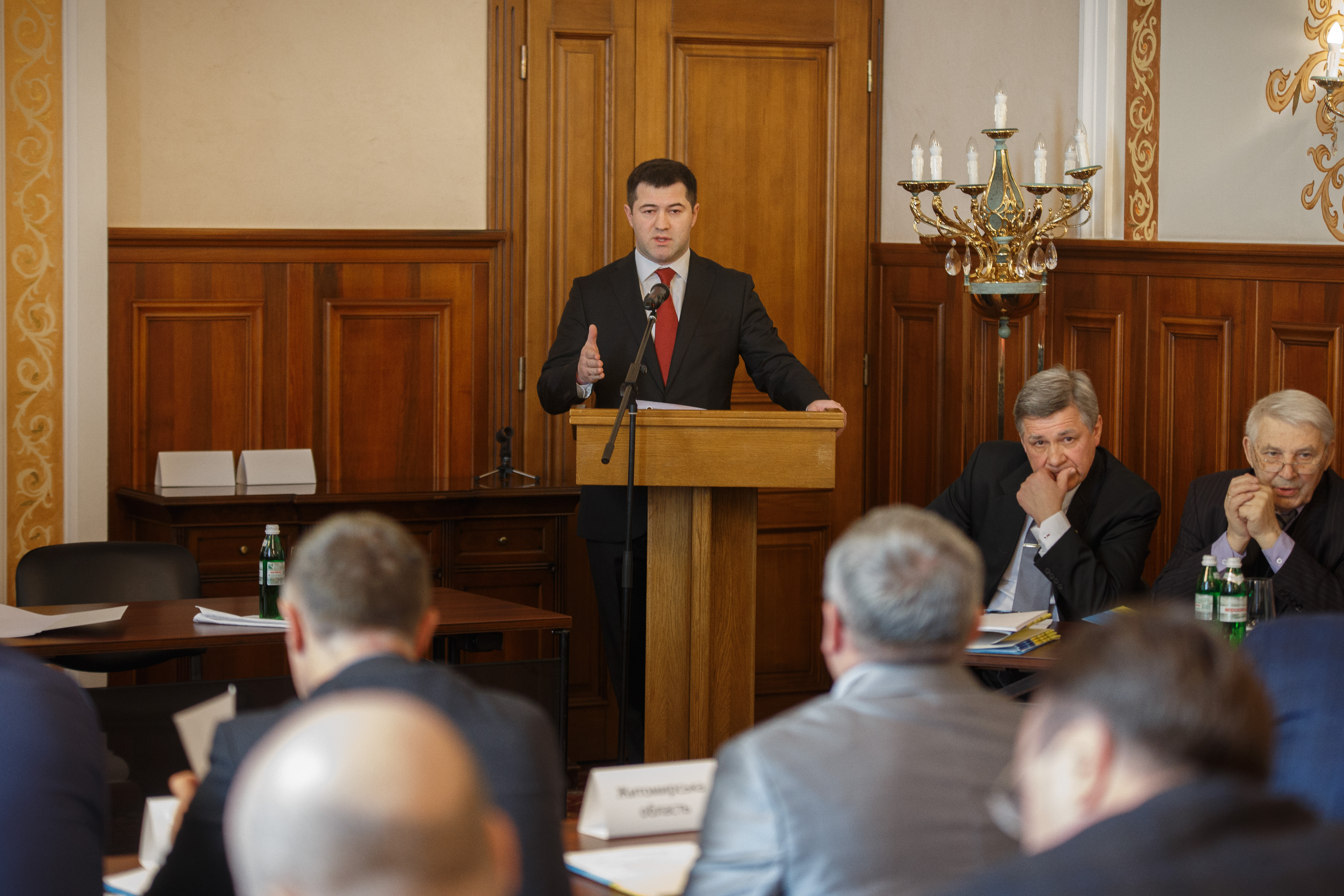
Насірова обрано президентом Федерації дзюдо України (ФДУ), 17 квітня 2017

Роман Михайлович Насіров (нар. 3 березня 1979, Чернігів, УРСР) — український політик, нардеп України VIII скл. від Блоку Порошенка, з травня 2015 до січня 2018 (фактично до березня 2017) — Голова Державної фіскальної служби України. Голова Внутрішньо-європейської організації податкових адміністрацій (IOTA). Голова Федерації дзюдо України. Президент Української асоціації учасників ринків капіталу.

## Життєпис
Народився 3 березня 1979 року в Чернігові. Його батько Мікаїл Насір оглу Насіров переїхав до України з Азербайджану у 1976 році і одружився на українці.

### Освіта
- 2000 року закінчив Чернігівський інститут економіки та управління за спеціальністю «Фінанси», 2001 року — Київський економічний університет за спеціальністю «Право».
- 2003 року отримав ступінь MBA за напрямом «фінанси і міжнародний менеджмент» Університету Східного Лондона (University of East London, STM)[6].
- 2015 — кандидат юридичних наук при Інституті законодавства Верховної ради.

### Кар'єра
- 2005—2007 — очолював напрям брокериджу по країнах СНД в лондонському офісі американського брокера-інвестбанку CantorFitzgerald / BGC.
- 2008—2009 — керуючий директор (напрямок — торгівля цінними паперами) в Concorde Capital.
- 2009—2012 — голова напрямку з торгівлі цінними паперами та СЕО підрозділу Центральної і Східної Європи в компанії Renaissance Capital.
- 2013—2014 — заступник голови правління Державної продовольчої зернової корпорації України[6]. На момент обрання до парламенту очолював український офіс компанії BTG Pactual[1].
- 5 травня 2015 року призначений на посаду голови Державної фіскальної служби.
- 31 січня 2018 року Кабінет міністрів звільнив Насірова з посади голови Державної фіскальної служби за подвійне громадянство[7][8].

## Політична діяльність
З 27 листопада 2014 року по 2 вересня 2015 — нардеп України. До ВРУ VIII скликання обраний за списком «Блоку Петра Порошенка» (№ 51). З 4 грудня 2014 року — голова Комітету ВРУ з питань податкової та митної політики.
З 5 травня 2015 року — голова Державної фіскальної служби. Формально Насіров отримав цю посаду в результаті відкритого конкурсу. Згідно з заявами Сергія Лещенка, посаду було надано завдяки втручанню тодішнього очільника АП (адміністрація Порошенка) Бориса Ложкіна.
Його діяльність на цій посаді неодноразово піддавалась критиці. Зокрема, він звинувачувався в корупції та тискові на платників податків. Численні факти виявлених порушень лягли в основу депутатських звернень нардепів до Кабміну з вимогою звільнити Насірова та його першого заступника Сергія Білана.
З грудня 2016 року депутатською фракцією «Самопоміч» проводилася акція Stop bastards, що ставила на меті відставку Насірова та Білана.

## Міжнародна діяльність
- 23 травня 2016 за ініціативою української сторони було підписано угоду між урядом України та урядом США про взаємодопомогу між митними адміністраціями. З боку України Угода була підписана Головою ДФС Насіровим, з боку США — керівником Митної та прикордонної служби США Гілом Керліковські.
- 8 липня 2016 — на 20-му засіданні Генеральної Асамблеї Внутрішньоєвропейської організації податкових адміністрацій (ІОТА) Насірова обрано президентом ІОТА.
- 11 липня 2016 — Насіров та голова митного комітету Білорусі Юрія Сенька підписали план заходів митних органів двох країн у правоохоронній сфері. Тоді ж було підписано угоду про систему попереднього повідомлення про надзвичайні ситуації на білорусько-українському кордоні.
- 15 липня 2016 — підписано протокол про взаємодію у боротьбі з митними правопорушеннями (переміщення товарів повітрям між Україною та Азербайджаном). Підписанти Насіров та голова митного комітету Азербайджану Алієв Айдин Алі Оглу.
- 18 липня 2016 — Насіров та генсек Всесвітньої митної організації Куніо Мікурія підписали Меморандум про взаєморозуміння між Державною фіскальною службою України та ВМО та про створення Регіонального кінологічного навчального центру ВМО в Хмельницькому.

## Посади
- Керівник Постійної делегації у Парламентській асамблеї Організації Чорноморського економічного співробітництва;
- Керівник групи з міжпарламентських зв'язків із Азербайджаном;
- Співголова групи з міжпарламентських зв'язків із Бразилією;
- перший заступник керівника групи з міжпарламентських зв'язків із Казахстаном;
- Член групи з міжпарламентських зв'язків із США, Ізраїлем, Китаєм, Британією;
- Голова Комітету ВРУ з питань податкової та митної політики.

Є автором низки законопроєктів, в тому числі про внесення змін до Податкового та Митного кодексів.

## Кримінальні справи

### Справа про податкові розстрочки підприємствамОнищенка
2 березня 2017 затриманий НАБУ за справою «Укргазвидобування», після чого його кар'єра на державній службі закінчилась. Неодноразово намагався відновитися на посаді головного податківця країни, проте у вересні 2019 року Верховний Суд скасував усі рішення судів на його користь.

Роман в залі Солом'янського райсуду, 7 березня 2017 року

2 березня 2017 року Національне антикорупційне бюро України повідомило про затримання Романа Насірова, який на той час перебував на посаді голови Державної фіскальної служби. Затримання відбулось у Феофанії під час проведення обшуку у рамках розслідування газової справи екс-нардепа Олександра Онищенка.
Слідство виявило, що крім українського, Насіров має паспорт Британії з 2012 року. Дані про можливе громадянство Угорщини не підтвердилися.
Насірова звинувачували заподіянні державі шкоди на 2 млрд грн. Зокрема, йому інкримінують співпрацю з народним депутатом Олександром Онищенком, під час якої Насіров відтерміновував рентну платню за видобування корисних копалин, а нардеп завдяки цьому проводив корупційні схеми. Онищенко заявляв, що робота з Насіровим «не передбачала оплати».
Сам Насіров заявляв, що зміг детінізувати частину збору податків і «заробити» державі 170 млрд грн.
Після арешту Насіров заявив про проблеми зі здоров'ям і ліг до лікарні Феофанія, де у нього начебто діагностували інфаркт міокарда. Це «несподіване захворювання» спричинило чималий резонанс в укрнеті.
Юлія Марушевська назвала Насірова «диспетчером» корупційних митних та податкових потоків, пояснюючи, що він не є самостійною фігурою, а виконує відведену йому роль кимось з олігархів. Формально Насірову не було обрано міру застереження, але активісти заблокували виїзди з суду, щоб запобігти закриттю справи або втечі підозрюваного.
16 березня 2017 року дружина Романа внесла 100 млн грн застави, після чого він вийшов на свободу. Від Насірова вимагали прибувати до детектива, прокурора, слідчого судді або суду за першою вимогою і носити електронний браслет.

### Справа про хабар відБахматюка
У жовтні 2022 року НАБУ повідомило Насірову про підозру в одержанні хабаря в особливо великому розмірі (722 млн грн або 21 млн євро), який у 2015—2016 роках він отримав як голова Державної фіскальної служби.
У лютому 2023 року слідство про хабар було завершено. 7 березня 2023 року ВАКС заочно арештував Олега Бахматюка за підозрою у наданні хабаря Насірову та його раднику. За даними слідства, тесть Насірова Олександр Глімбовський протягом грудня 2015 — березня 2016 допомогав йому отримати частину хабаря у розмірі 13 млн євро на рахунки підконтрольної йому компанії. Протягом 2017—2018 року Глімбовський, власник групи будівельних компаній, легалізував ці кошти та витратив їх на придбання недобудованого житлово-офісного комплексу з паркінгом у центрі Києва. Будівництво тривало у 2022—2023 роках. Наприкінці 2023 року 81 об'єкт нерухомості та понад 30 млн грн Глімбовського заарештували.
24 травня 2024 року за Насірова було внесено 55 млн грн застави, він вийшов з-під варти, де перебував з 31 жовтня 2022 року. 19 липня ВАКС арештував тестя Насірова Олександра Глімбовського, одного з фігурантів справи про хабарі Насірову в 2015—2016. Він, за даними слідства, допомагав Насірову легалізовувати гроші.
19 червня 2024 року в НАБУ повідомили, що близька особа ексглави ДФС протягом грудня 2015 — березня 2016 рр. допомогла Насірову отримати частину хабаря у розмірі понад 13 млн євро на рахунки підконтрольної компанії. 19 липня 2024 року стало відомо, що ВАКС заарештував одного з фігурантів справи про хабарі Насірову в 2015—2016 роках йдеться про власника групи компаній «Альтіс» Олександра Глімбовського.

### Спроба мобілізації
9 квітня 2025 Насіров не з'явився на засідання Вищого антикорупційного суду, його адвокати повідомили, що він був мобілізований, прибув до ТЦК і не зміг брати участь у розгляді справи. Через це захист подав клопотання про зупинення провадження, прокурор виступив проти цього. Вона наголосила, що Насіров має бути викликаний до суду, а також може долучитися в режимі відеоконференції. Насіров мобілізувався до ВЧ А0139, інженерно-саперної роти, підпорядкованої Олександу Сирському.
10 квітня 2025 року наказ про мобілізацію Насірова визнали неправомірним, а військова служба почала службове розслідування. При цьому Верховний суд пояснив, що процедура призову військовозобов'язаного на військову службу під час мобілізації є незворотною. Тоді ж на засіданні ВАКС продовжив запобіжний захід на 60 днів, до 10 червня 2025 року.
24 квітня 2025 року колегія суддів ВАКС Ігор Строгий, Леся Федорак і Віктор Ногачевський задовольнили арешт Насірова із заставою в 40 млн грн.
9 травня 2025 року за Насірова внесли заставу в 40 млн грн і йог овипустили з-під варти.

## Нагороди
- Відомча заохочувальна відзнака МВС України «Вогнепальна зброя» (23 червня 2015) — пістолет «Glock 19», № YHA 420, калібр 9x19 мм[53].

## Сім'я
- Одружений, має двох синів та доньку[6].
- Дружина — Катерина Глімбовська(інші мови) (нар. 1988), депутат Київради від Батьківщини
- діти Михайло, Яна, Олександр
- Тесть — Олександр Глімбовський(інші мови), забудовник, власник групи компаній «Альтіс»

## Цікаві факти
- Володіє двома квартирами у Лондоні, які він не вказав у декларації за 2014 рік[54][55][56].
- 15 грудня 2016 року у ВРУ зареєстровано проєкт постанови про визнання роботи Насірова та його заступника Сергія Білана незадовільною та їх звільнення. Автори проєкту — 38 депутатів фракцій «Блок Порошенка», «Народний фронт», «Самопоміч», «Батьківщина»[57].
- В Лук'янівському СІЗО Насірова поселили до камери, де раніше перебував Юрій Луценко[58]
- За інформацією Ольги Руднєвої (директор фонду «АНТИСНІД»), Р. Насіров навчався в одній школі з Шерембеєм (майбутнім громадським активістом, правозахисником пацієнтів з ВІЛ/СНІД тощо)[59].

## Статки
У власності має принаймні дві квартири у Лондоні вартістю 96 та 120 тисяч фунтів (близько 7 млн грн за курсом 2017 року). За 2017 рік Насіров задекларував прибуток у розмірі 6 гривень.